# Guido de Vico
Guido de Vico (em italiano Guido da Vico; Pisa,? - 15 de agosto de 1150), foi um religioso italiano, cardeal da Igreja Católica e legado pontifício à Península Ibérica.

## Biografia
Guido nasceu em Caprona, Pisa, na família dos condes de Caprona. Filho de Ugone. Ele também é listado como Guido da Caprona.
Criado cardeal-diácono de Ss. Cosma e Damiano iuxta templum Romuli em um consistório celebrado em 1130. Assinou bulas papais emitidas entre 8 de março de 1132 e 30 de setembro de 1142; 17 de fevereiro e 8 de março de 1144; 13 de março de 1144 e 14 de fevereiro de 1145; 10 de março de 1145 e 13 de julho de 1146. Chanceler da Santa Igreja Romana e, como tal, assinou bulas papais emitidas entre 17 de dezembro de 1146 e 11 de abril de 1147; e 7 de junho de 1147 e 6 de maio de 1149. Legado do Papa Inocêncio II em Milão, juntamente com o Cardeal Matteo, bispo de Albano, e Bernardo de Claraval. Participou da eleição papal de 1143, na qual o Papa Celestino II foi eleito, da eleição papal de 1144, na qual o Papa Lúcio II foi eleito, e da eleição papal de 1145, na qual o Papa Eugênio III foi eleito. Legado na França, em Verona e na Alemanha.
Entre as muitas tarefas realizadas por Guido como legado papal, em 1143 foi enviado novamente à Espanha, para definir a chamada “questão portuguesa”. O Papado procurou então afirmar definitivamente a sua autoridade na Península Ibérica e, em particular, conseguir uma conciliação entre Castela e Portugal que possibilitasse a ação contra os mouros e, portanto, a reconquista dos territórios sob domínio árabe. Durante a legação, Alfonso I de Portugal, que tinha o direito de rex desde 1139, entregou o juramento de vassalagem de seu reino ao Papa Inocêncio II nas mãos de Guido. Conseguiu fortalecer a autoridade da Igreja Romana em Portugal e foi o primeiro legado papal cuja atividade em Portugal deixou vestígios persistentes. Realizou um concílio em Valladolid que contou com a presença do episcopado, bem como dos reis de Portugal e Castela. Entre as diversas medidas, em Valladolid ocorreu a conversação entre Guido, Alfonso de Portugal, que buscava a independência de Castela, e Alfonso VII de Castela e Leão, que se opunha a ela. O acordo foi finalmente alcançado na conferência de Zamora: Alfonso de Portugal reconheceu a posição superior do rei de Castela e Leão, este último reconheceu a independência de Portugal.
Cardeal Guido de Vico faleceu em 15 de agosto de 1150, Roma. Sepultado na basílica de Ss. Cosma e Damiano, sua diaconia.